# Forte Spagnolo

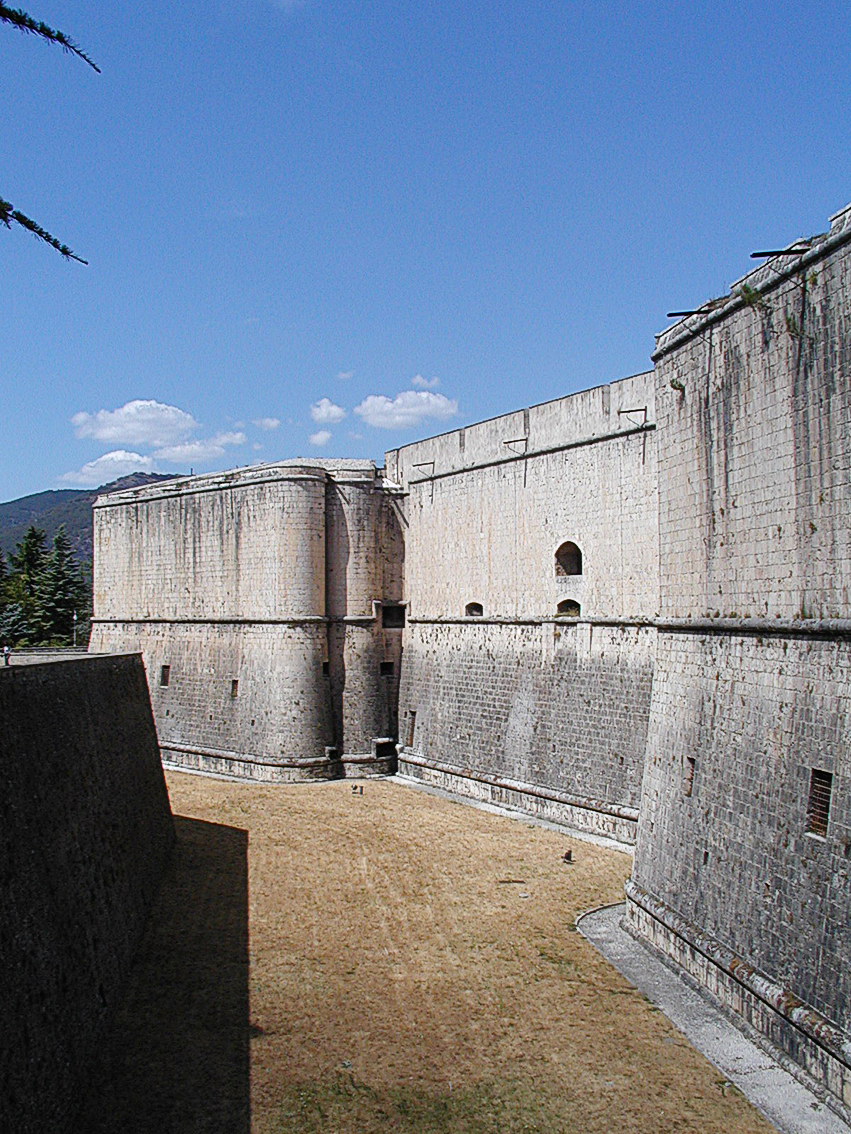
Forte Spagnolo in L'Aquila

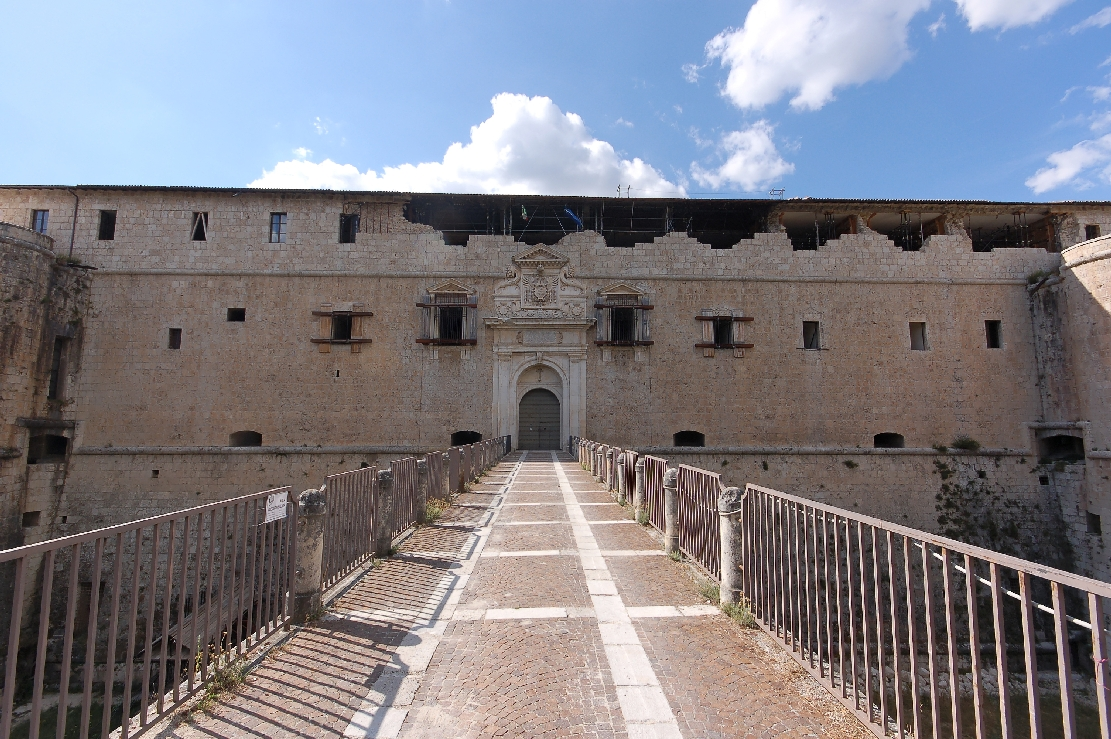
Brug met toegangspoort

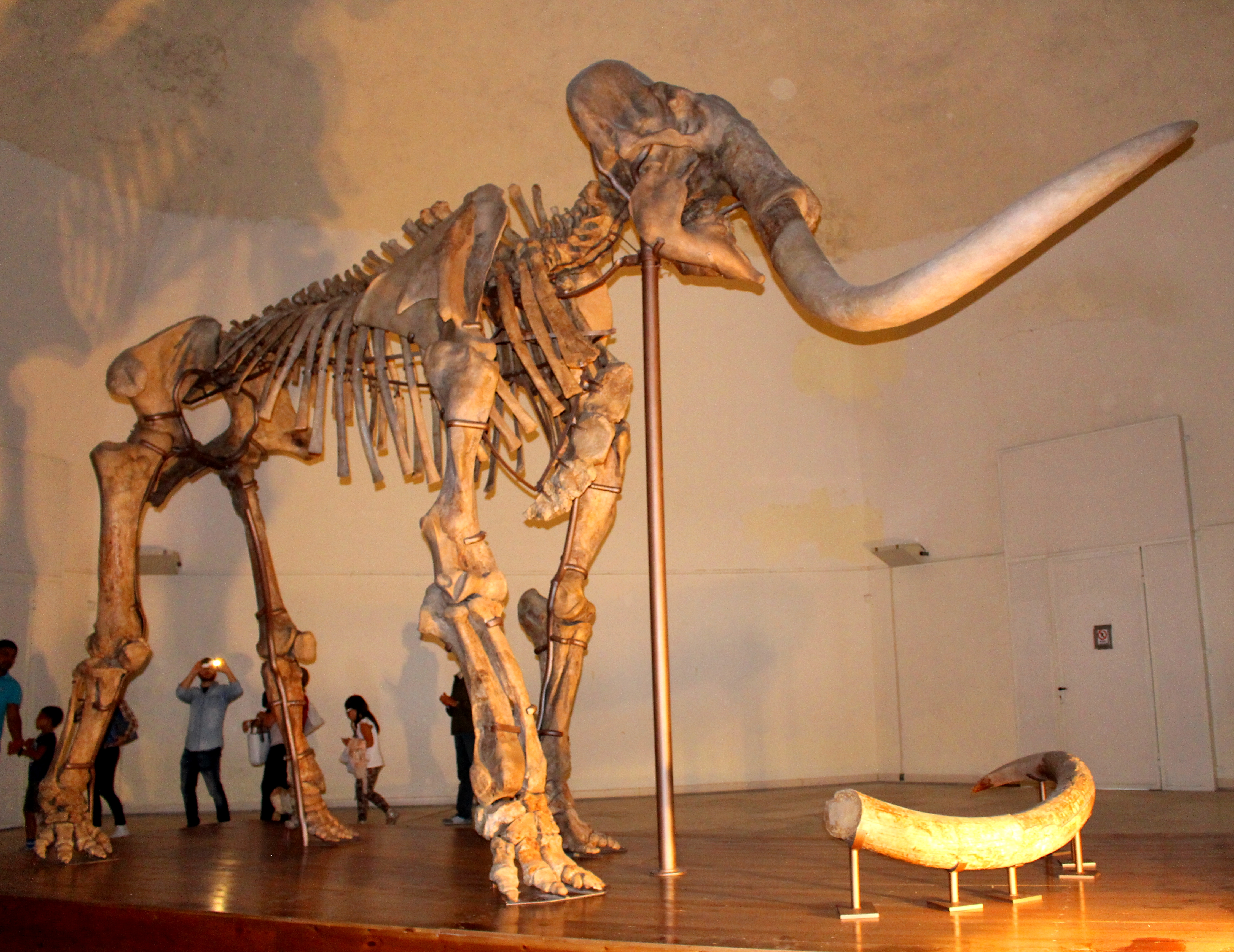
Museo Nazionale d'Abruzzo

Het Forte Spagnolo (Spaans fort) of Castello Cinquecentesco is een militair bolwerk in de Italiaanse stad L’Aquila, in de provincie L’Aquila. De naam Cinquecentesco wijst op de bouw in de jaren 1500.

## Historiek
Het Spaans fort is gebouwd in de eerste helft van de 16e eeuw toen geheel Zuid-Italië in handen was van de Spanjaarden. Spanje bestuurde het koninkrijk Napels, via vice-koning Pedro Álvarez de Toledo. Teneinde een militair steunpunt te hebben tegen Franse invloed in Noord-Italië bouwden de Spanjaarden dit fort; bovendien was het een rustpunt voor Spaanse troepen op de weg tussen Napels en Firenze. Keizer Karel V bestuurde destijds het Habsburgse Rijk en dus ook het koninkrijk Napels.  
Zes heuvels werden geslecht in L'Aquila voor de bouw. De muren hebben een dikte tot 10 meter. Vier vierkante torens staan op de uithoeken en vooraan, aan de toegangsbrug, is er een monumentale toegangspoort met het wapenschild van keizer Karel V. Binnen het fort is er een vierkanten binnenkoer. De bouw moest op bevel van de regering in Madrid toch gestopt worden omdat de bevolking belastingmoei was en geenszins meer wou betalen voor de bouw. Zo morden de burgers van L’Aquila toen zij hun zilveren schrijn moesten laten smelten; in dit schrijn lagen de relikwieën van de heilige Bernardinus van Siena, gestorven en vereerd in L’Aquila. Dat kerken en torens tegen de vlakte moesten om stenen te leveren voor het fort leidde alleen maar tot nog meer onrust. Hier greep Madrid in en stopte de bouw; het fort was evenwel zo goed als klaar. 
Het fort werd bevolkt door Spaanse troepen en deze situatie bleef bestaan tot de inval van Napoleon Bonaparte in de Italiaanse Veldtocht van 1796-1797. Tijdens het Napoleontisch bestuur in Napels (eind 18e – begin 19e eeuw) bezetten Franse troepen het fort in L'Aquila. 
Nadien, bij de Restauratie van het koninkrijk der Beide Siciliën, werd het fort een staatsgevangenis.
Nog later werd het een kazerne van het Italiaans leger, en tijdens de Tweede Wereldoorlog, van het Duitse leger. 
Thans bevindt zich in het Spaans fort het Museo Nazionale d’Abruzzo. Dit museum huisvest zowel historische als natuurhistorische schatten van de regio Abruzzi.